# Lies Bonnier
Elisabeth Johanna Maria „Lies“ Bonnier (* 8. Juli 1925 in ’s-Hertogenbosch, Provinz Nordbrabant) ist eine ehemalige niederländische Schwimmerin.
Bonnier nahm an den Olympischen Spielen 1952 in Helsinki (200 m Brust) teil, konnte sich jedoch nicht für das Finale qualifizieren.
Bei den Europameisterschaften 1950 in Wien gewann sie die Silbermedaille (200 m Brust) hinter der Belgierin Raymonde Vergauwen. 1952 wurde sie niederländische Meisterin (200 m Brust).
Am 17. November 1953 heiratete sie Chris Burg.
1995 und 1996 gewann Burg-Bonnier den Senioren-Titel bei den niederländischen Wettbewerben für 70–74-jährige.